# Lasioglossum latior
Lasioglossum latior är en biart som först beskrevs av Cockerell 1939.  Lasioglossum latior ingår i släktet smalbin, och familjen vägbin. Inga underarter finns listade i Catalogue of Life.